# Poświęcenie kościoła

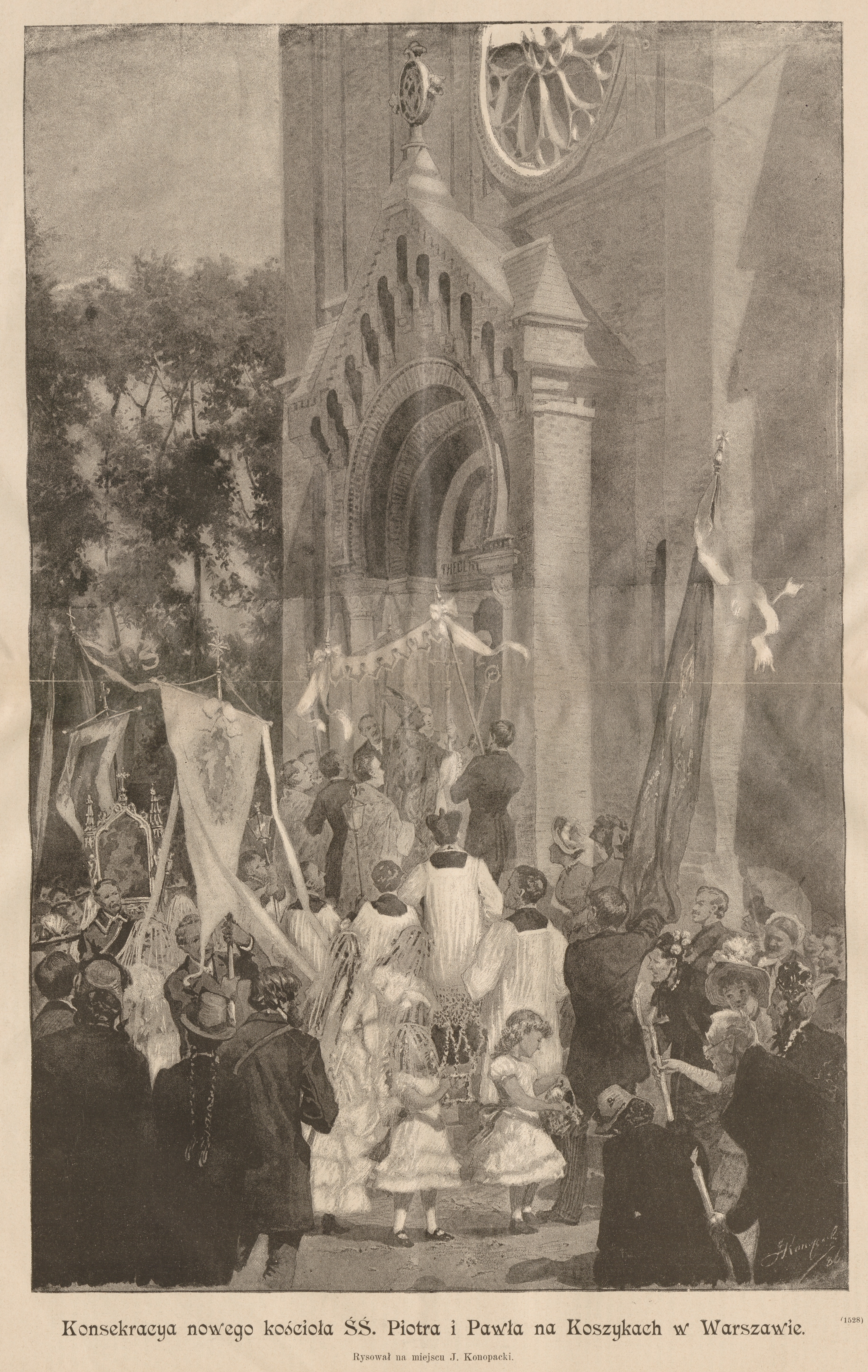
Obrzęd poświęcenia kościoła św. Piotra i św. Pawła na Koszykach w Warszawie

Poświęcenie kościoła (daw. konsekracja kościoła) (łac. dedicatio ecclesiae) – uroczyste poświęcenie nowo powstałej świątyni, w Kościele rzymskokatolickim zastrzeżone dla biskupa.
Ceremonia ta dokonywana jest według obrzędu, którego główne elementy powstały w liturgii gallikańskiej i rzymskiej między wiekiem IV a IX. Wówczas ceremonia składała się z trzech części. Poprzez pokropienie ścian budynku wodą święconą biskup obejmował go w posiadanie, by następnie odbyć procesję do wnętrza świątyni. Po śpiewie hymnu Veni Creator wypisywał pastorałem na popiele alfabet grecki i łaciński.
W kolejnej części za pomocą wody gregoriańskiej uświęcał wnętrze kościoła, po czym odmawiał prefację, w której błagał o wspomożenie Ducha Świętego.
Po modlitwie następowało właściwe poświęcenie murów poprzez namaszczenie olejem tzw. zacheuszków, symbolizujących dwunastu apostołów. Po namaszczeniu ołtarza spalano na nim kadzidło w czterech rogach i pośrodku.
Liturgia ta uległa zmianie po reformie II soboru watykańskiego. W 1977 roku wydano nową księgę liturgiczną „Ordo dedicationis ecclesiae et altaris” („Obrzędy poświęcenia kościoła i ołtarza”), zawierającą instrukcję przeprowadzania obrzędu poświęcenia (dedykacji) nowo wybudowanego kościoła do celów liturgicznych. Wyraz dedicatio, przetłumaczony z języka łacińskiego jako poświęcenie, symbolizuje wyłączenie dedykowanego obiektu ze świeckiego użytku i oddanie go na wyłączną własność Bogu.